# 岔河镇 (唐山市)
岔河镇是中华人民共和国河北省唐山市丰南区下辖的一个镇。

## 行政区划
岔河镇下辖以下村级行政区划单位：
岔河二村、杨义口头一村、杨义口头二村、杨义口头三村、么义庄村、宋家口头村、刘庄子村、岔河一村、蒲庄子村、高坨村、小稻地村、张富庄村、朱新庄村、孙庄子村、冬庄子村、赵家口头村、崔庄子村、王各庄一村、王各庄二村、王各庄三村、三神庄村、四神庄一村、四神庄二村、大荣各庄村、小荣各庄村和王各庄四村。